# Réserve historique et architecturale de Choucha
 (août 2022).
La mise en forme du texte ne suit pas les recommandations de Wikipédia : il faut le « wikifier ».
Les points d'amélioration suivants sont les cas les plus fréquents. Le détail des points à revoir est peut-être précisé sur la page de discussion.
- Les titres sont pré-formatés par le logiciel. Ils ne sont ni en capitales, ni en gras.
- Le texte ne doit pas être écrit en capitales (les noms de famille non plus), ni en gras, ni en italique, ni en « petit »…
- Le gras n'est utilisé que pour surligner le titre de l'article dans l'introduction, une seule fois.
- L'italique est rarement utilisé : mots en langue étrangère, titres d'œuvres, noms de bateaux, etc.
- Les citations ne sont pas en italique mais en corps de texte normal. Elles sont entourées par des guillemets français : « et ».
- Les listes à puces sont à éviter, des paragraphes rédigés étant largement préférés. Les tableaux sont à réserver à la présentation de données structurées (résultats, etc.).
- Les appels de note de bas de page (petits chiffres en exposant, introduits par l'outil «  Source ») sont à placer entre la fin de phrase et le point final[comme ça].
- Les liens internes (vers d'autres articles de Wikipédia) sont à choisir avec parcimonie. Créez des liens vers des articles approfondissant le sujet. Les termes génériques sans rapport avec le sujet sont à éviter, ainsi que les répétitions de liens vers un même terme.
- Les liens externes sont à placer uniquement dans une section « Liens externes », à la fin de l'article. Ces liens sont à choisir avec parcimonie suivant les règles définies. Si un lien sert de source à l'article, son insertion dans le texte est à faire par les notes de bas de page.
- La présentation des références doit suivre les conventions bibliographiques. Il est recommandé d'utiliser les modèles {{Ouvrage}}, {{Chapitre}}, {{Article}}, {{Lien web}} et/ou {{Bibliographie}}. Le mode d'édition visuel peut mettre en forme automatiquement les références.
- Insérer une infobox (cadre d'informations à droite) n'est pas obligatoire pour parachever la mise en page.

Pour une aide détaillée, merci de consulter Aide:Wikification.
Si vous pensez que ces points ont été résolus, vous pouvez retirer ce bandeau et améliorer la mise en forme d'un autre article.
La Réserve nationale historique et culturelle de Choucha (en azérib : Şuşa Dövlət Tarix – Mədəniyyət Qoruğu) est fondée en 1988. La charte de la direction de la réserve d'État de la ville de Choucha est approuvée par le décret du président de la République d'Azerbaïdjan du 22 juin 2021.
La Réserve historique et architecturale d'État de Choucha représente la plus importante particularité de l'urbanisme azerbaïdjanais au XVIIIe siècle liée à la formation de centres de khanat, qui résulte de la situation politique et sociale du pays. Choucha, la capitale du khanat du Karabakh, se distingue parmi les centres de khanat nouvellement créés en raison de la nature inhabituelle du lieu où elle est construite et d'excellents indicateurs stratégiques.
Après avoir obtenu son indépendance en 1747, le fondateur du Khanat de Karabakh, Panahali Khan Saricali Javanshir, décide de construire une ville-forteresse et une résidence fiable, car les châteaux de Bayat (1748) et de Chahbulague (1752) construits avant ne répondent pas pleinement aux exigences de défense de l'époque. Le plateau de Choucha est choisi comme nouveau lieu de résidence. À partir des sources russes du XIXe siècle le chercheur E. Avalov rapporte qu'une inscription sur le mur de l'une des mosquées de Choucha indique la fondation de Choucha en 1167, Année de l'Hégire. Selon cette inscription en pierre, supprimée lors des travaux de reconstruction ultérieurs, la fondation du château de Choucha a été posée en 1753.

## Monuments inclus dans la réserve
- Mosquées supérieure et inférieure de Govharaga
- La maison de la fille de Khan, Natavan
- Palais du Khan de Karabakh
- Tombe de Vaquif
- La résidence de Zohrabbeyov
- Monticule de Choucha
- Camp de la grotte de Choucha
- Château de Choucha
- Manoir des esclaves pèlerins
- Maison du marié chanceux
- La maison d'Asad Bey
- La maison de Mehmandarov

Il y avait 549 bâtiments anciens, des rues pavées de 1203 mètres de long, 17 sources de quartier, 17 mosquées, 6 caravansérails, 3 tombes, 2 madrasas, 2 châteaux et des murs de la forteresse à Choucha. Parmi eux, il y avait 72 monuments artistiques et historiques importants, des maisons d'hommes d'État et d'autres personnages célèbres. La Liste du patrimoine culturel mondial a été créée sur la base de la Convention de l'UNESCO de 1972 sur la protection du patrimoine mondial culturel et naturel. Malheureusement, la plupart de ces constructions n'ont pas atteint notre époque. Chacun des quartiers de Choucha possède un centre socio-religieux local en dehors des maisons résidentielles. Ce centre se compose de bâtiments regroupés autour de la place du quartier - une mosquée, une madrasa, un bain public, une boutique et une source.